# 융기 관절
융기 관절(과상 관절, 관상 관절, 타원관절로도 불림)은 난형 관절 표면 또는 타원형 구멍에 수용되는 과이다. 이는 굴곡, 신장, 내전, 외전 및 회선을 허용하는 두 평면에서의 움직임을 허용한다.

## 같이 보기
- 발허리발가락관절